# 蒙龙 (上阿尔卑斯省)
蒙龙（法語：Montrond）是法国上阿尔卑斯省的一个市镇，位于该省西南部，属于加普区。该市镇2009年时的人口为74人。

## 人口
蒙龙人口变化图示
| 数据来源：INSEE |